# لین-هالی جانسون
لین-هالی جانسون (انگلیسی: Lynn-Holly Johnson؛ زادهٔ ۱۳ دسامبر ۱۹۵۸) یک ورزشکار و هنرپیشه اهل ایالات متحده آمریکا است.

## گزیده فیلمشناسی
از فیلم‌ها یا برنامه‌های تلویزیونی که وی در آن نقش داشته‌است می‌توان به آثار زیر اشاره کرد.
- فقط بخاطر چشمان تو (۱۹۸۱)